# Mahan-Klasse
Die Mahan-Klasse war eine Schiffsklasse der United States Navy und wurde als Teil der Zerstörerkräfte der US Navy vor und während des Zweiten Weltkrieges eingesetzt.

## Beschreibung
Insgesamt wurden 18 Schiffe gebaut, wovon die beiden letzten (USS Dunlap DD-384 und USS Fanning DD-385) wegen der allzu gravierenden Veränderungen dann nicht mehr zur Mahan-Klasse gezählt, sondern in eine eigene, die Dunlap-Klasse eingereiht wurden.
Die Mahan-Klasse war die Nachfolgerin der Porter-Klasse und die Vorgängerin der Gridley-Klasse bzw. Dunlap-Klasse. Im Jahr 1933 wurde neben dem Etat für die acht Einheiten der 1.850 Tonnen großen Porter-Klasse der Bau von 16 weiteren, kleineren Zerstörern bewilligt. Diese erhielten bereits die von General Electric neuentwickelten Hochdruck-Heißdampfturbinen mit höherer Drehzahl als die bisher verwendeten Parsons-Turbinen.
Die Geschütze waren nach dem Muster der Farragut-Klasse aufgestellt, die beiden vorderen in nach hinten offenen Türmen, die anderen drei in offener Lafettierung. Dadurch war es notwendig, die unteren Geschütze gegen den Mündungsdruck der darüberliegenden mittels eines Abweiserblechs zu schützen. Zunächst war nur der Einbau eines Satzes von vier Torpedorohren auf dem Dach des Kesselhauses zwischen den Schornsteinen vorgesehen, dann erhöhte man jedoch die Anzahl der Torpedorohre auf 3×4, was bedeutete, dass die beiden zusätzlichen Rohrsätze auf dem Deck hinter dem achteren Schornstein aufgestellt werden mussten. In dieser Position lagen sie jedoch sehr dicht über der Wasseroberfläche, was bei schwerem Seegang den Einsatz erheblich erschwerte.
Bei dem japanischen Angriff auf Pearl Harbor wurden die Einheiten USS Cassin und USS Downes so schwer beschädigt, dass sie normalerweise als Totalverlust gegolten hätten. Durch den Zwang zur schnellstmöglichen Aufrüstung getrieben, setzte man die beiden Zerstörer jedoch wieder instand und stattete sie bereits mit einigen Neuerungen aus (Radar, Wegfall des fünften Geschützes usw.).

## Bewaffnung vor der Modernisierung
- 5 × 5"-L/38-(127-mm)-Geschütz M12 in fünf M21-Lafetten. Die Lafette Nr. 51[A 1] und Nr. 52 auf der Back, ein Geschütz auf dem Deckshaus hinter dem Schornstein (Nr. 53 – dieses war in der Längsrichtung nicht einsetzbar), sowie die beiden Heckgeschütze Nr. 54 und 55
- 12 × M15-Torpedorohr 21 inch (4×3).
- 4 × 12,7-mm-Maschinengewehr Browning M2. Zwei auf einer Plattform vor und unterhalb der Brücke und zwei auf dem Deckshaus vor dem Geschütz Nr. 54
- 2 × Wasserbomben-Abrollgestell am Heck.

### Modernisierung
Im Jahr 1944 wurden die verbliebenen Schiffe als zweites Los der 1.500-Tonnen-Vorkriegs-Zerstörer modernisiert.
- Dazu wurde der Dreibeinmast gegen einen Pfahlmast ausgetauscht,
- der Schornsteinmast wurde entfernt
- Ausrüstung mit Ortungs- und Feuerleitradar „Mk33 Gun Fire Control System“
- Entfernung des mittleren Geschützes und Aufrüstung mit 20-mm-Oerlikon-Flugabwehr-Maschinenkanonen
- zusätzliche Aufstellung von 40-mm-Bofors-Flugabwehrgeschützen

## Bewaffnung nach der Modernisierung
- 4 × 5"-L/38-(127-mm)-Geschütz M12 in vier M21-Lafetten.
- 4 × (2×2) 40-mm-Bofors-Flugabwehrkanone
- 6 bis 8 × 20-mm-Oerlikon-Maschinenkanone. Vier ersetzten die bisherigen schweren Maschinengewehre an deren Positionen, und zwei weitere wurden auf dem Deck an Steuerbord und an Backbord vor den Decksaufbauten installiert. Auf einigen Schiffen wurden zwei weitere 20-mm-Kanonen auf dem Achterdeck aufgestellt.
- 8 × M15-Torpedorohr 21 inch (533 mm)
- 2 × Wasserbombenabrollgestell am Heck
- 4 × K-gun-Wasserbombenwerfer an Backbord und Steuerbord in Höhe des Geschützes Nr. 53

## Liste der Schiffe
| Name                   | Bauwerft                    | Kiellegung | Stapellauf | Indienststellung | Verbleib                     |
| ---------------------- | --------------------------- | ---------- | ---------- | ---------------- | ---------------------------- |
| USS Mahan (DD-364)     | United Shipbuilding         |            |            |                  | 1944 Verlust                 |
| USS Cummings (DD-365)  | United Shipbuilding         |            |            |                  | 1946 gestrichen              |
| USS Drayton (DD-366)   | Bath Iron Works             |            |            |                  | 1946 gestrichen              |
| USS Lamson (DD-367)    | Bath Iron Works             |            |            |                  | 1946 versenkt (Test Able)    |
| USS Flusser (DD-368)   | Federal Shipbuilding        |            |            |                  | 1947 gestrichen              |
| USS Reid (DD-369)      | Federal Shipbuilding        |            |            |                  | 1944 Verlust                 |
| USS Case (DD-370)      | Boston Navy Yard            |            |            |                  | 1947 gestrichen              |
| USS Conyngham (DD-371) | Boston Navy Yard            |            |            |                  | 1948 versenkt (Bikini-Atoll) |
| USS Cassin (DD-372)    | Philadelphia Naval Shipyard |            |            |                  | 1947 gestrichen              |
| USS Shaw (DD-373)      | Philadelphia Naval Shipyard |            |            |                  | 1946 gestrichen              |
| USS Tucker (DD-374)    | Norfolk Naval Shipyard      |            |            |                  | 1942 Verlust                 |
| USS Downes (DD-375)    | Norfolk Naval Shipyard      |            |            |                  | 1947 gestrichen              |
| USS Cushing (DD-376)   | Puget Sound Naval Shipyard  |            |            |                  | 1942 Verlust                 |
| USS Perkins (DD-377)   | Puget Sound Naval Shipyard  |            |            |                  | 1942 Verlust                 |
| USS Smith (DD-378)     | Mare Island Naval Shipyard  |            |            |                  | 1946 gestrichen              |
| USS Preston (DD-379)   | Mare Island Naval Shipyard  |            |            |                  | 1942 Verlust                 |